# گوتفرید بوهم
گوتفرید بوهم (به آلمانی: Gottfried Böhm) زاده ۲۳ ژانویه ۱۹۲۰ در آلمان،  یک معمار و مجسمه‌ساز برجستهٔ آلمانی بود، شهرت وی بر اساس بناهای بسیار و مجسمه‌هایی است که از بتن، فولاد و شیشه ساخته شده است. اولین بنایی که بوهم طراحی کرد کلیسای کلن با نام «مدونا در زیر آوار» بود (هم اکنون در طرح بازسازی موزه کلومبا با طرح پیتر زومتور ادغام شده است) این کلیسا  بنایی به جامانده از قرون وسطی که در جریان جنگ جهانی دوم تخریب شد.  اما یکی از شناخته شده‌ترین اماکنی که بوهم ساخت کلیسای زیارتی ماریا ذر نویگس است. او برندهٔ جایزه پریتزکر ۱۹۸۶ شده بود. ساختمان تئاتر هانس اتو  در پوتسدام  که در مسجد مرکزی کلن واقع شده در  ۲۰۱۸ به اتمام رسید.
بوهم در ۹ ژوئن ۲۰۲۱ در سن ۱۰۱ سالگی در خانهٔ خود در کلن درگذشت. دلیل مرگ او اعلام نشد.